# Aristide Valette
Pour les articles homonymes, voir Valette.
Aristide Valette (né Aristide-Jasmin-Hyacinthe Valette le 13 juin 1794 à Saint-Antonin-Noble-Val et mort le 17 mars 1855 à Paris) est un philosophe français.

## Biographie
Le père d'Aristide Valette est receveur des domaines nationaux. Après ses études secondaires Aristide Valette est licencié en lettres puis docteur ès lettres, en 1819, après avoir soutenu une thèse, à Paris, De l'épopée et une thèse latine de libertate. Il a été proche, élève, puis, à la faculté des lettres de Paris, le professeur adjoint, de Pierre Laromiguière, de 1829 à 1838.
En 1819-1820 Aristide Valette est professeur au collège Bourbon at au collège Saint-Louis. À partir de 1838 il est professeur de logique au lycée Louis-le-Grand. Dans ce lycée il a comme élève Charles Baudelaire sur lequel "il n'a peut-être pas été sans effet sur l'évolution intellectuelle du poète".
Tout comme Laromiguière, Aristide Valette appartient à l'école empiriste de Condillac. Son opposition et sa critique de Victor Cousin freine considérablement sa carrière lorsque Cousin devient conseiller de l'Université, et chargé, en cette qualité, de la direction de toutes les chaires de philosophie de France.
Aristide Valette est membre du premier jury de l'agrégation de philosophie qui vient d'être créée, en 1827.
Le 6 mars 1845 Aristide Valette épouse, à Paris, Marie Désirée Hémery.

## Publications
- Cours de philosophie à la Faculté des lettres de Paris, discours d'ouverture prononcé par A. J. H. Valette, 1829-1835, Paris, ed. L. Hachette et Labitte, 1829 :objet de la philosophie ; 1830 : La liberté ; 1835 : l'esprit humain
- De l'Enseignement de la philosophie à la Faculté des lettres, et en particulier des principes et de la méthode de M. Cousin. - Paris, 1828, L. Hachette, 74 p. lire en ligne sur Gallica
- Rapport au nom de la commission chargée de l'examen de la proposition de M. Valette relative à l'objet, au droit, aux moyens et à l'opportunité de la Société Société des professeurs de l'Université, Séance du 20 février 1833, Paris : Pihan Delaforest
- Laromiguière et l'éclectisme : aux amis de Laromiguièren, Paris, 1842, imp.Paul Renouard
- Dissertatio philosophica de libertate. Quam publicae disceptationi proponit ad doctoris gradum promovendus, A.- J.- H. Valette, in facultate litterarum jam licenciatus.